# 信噪比
信噪比（英語：Signal-to-noise ratio，缩写为SNR或S/N），又稱訊雜比或訊噪比，是科学和工程中所用的一种度量，用於比較所需訊號的强度與背景雜訊的强度。其定義為訊號功率与雜訊功率的比率，以分貝（dB）为单位表示。大於比率1:1（高於0分貝）表示訊號多於雜訊。信噪比通常用於描述電子訊號，也可以應用在各種形式的訊號，比如冰芯內的同位素量，或細胞間的生物化學信號

## 定义
所指為有用信号功率（Power of Signal）与雜訊功率（Power of Noise）的比。因此為振幅（Amplitude）平方的比：
{\displaystyle \mathrm {SNR} ={P_{\mathrm {signal} } \over P_{\mathrm {noise} }}={A_{\mathrm {signal} }^{2} \over A_{\mathrm {noise} }^{2}}}
它的单位一般使用分贝，其值为十倍对数信号与噪声功率比：
{\displaystyle \mathrm {SNR(dB)} =10\log _{10}\left({P_{\mathrm {signal} } \over P_{\mathrm {noise} }}\right)=20\log _{10}\left({A_{\mathrm {signal} } \over A_{\mathrm {noise} }}\right)}
其中
{\displaystyle P_{\mathrm {signal} }\,}为信号功率（Power of Signal）。
{\displaystyle P_{\mathrm {noise} }\,}为噪声功率（Power of Noise）。
{\displaystyle A_{\mathrm {signal} }\,}为信号振幅（Amplitude of Signal）。
{\displaystyle A_{\mathrm {noise} }\,}为噪声振幅（Amplitude of Noise）。

## 各种调制系统的信噪比

### 调幅
信道信噪比为
{\displaystyle \mathrm {(SNR)_{C,AM}} ={\frac {A_{C}^{2}(1+k_{a}^{2}P)}{2WN_{0}}}}
其中 W 是带宽，{\displaystyle k_{a}} 是调制系数
（AM接收机的）输出信噪比为
{\displaystyle \mathrm {(SNR)_{O,AM}} ={\frac {A_{c}^{2}k_{a}^{2}P}{2WN_{0}}}}

### 调频
信道信噪比为
{\displaystyle \mathrm {(SNR)_{C,FM}} ={\frac {A_{c}^{2}}{2WN_{0}}}}
输出信噪比为
{\displaystyle \mathrm {(SNR)_{O,FM}} ={\frac {A_{c}^{2}k_{f}^{2}P}{2N_{0}W^{3}}}}